# Paraphysomonadaceae
Famille
Les Paraphysomonadaceae sont une famille d'algues de l'embranchement des Ochrophyta  de la classe des Chrysophyceae et de l'ordre des Paraphysomonadales.
Les espèces de cette famille sont communes à la fois dans le plancton d'eau douce et marin.

## Étymologie
Le nom vient du genre type Paraphysomonas, construit avec le préfixe para-, «  à côté de », et du suffixe -physomonas, allusion au genre Physomonas, littéralement « sorte de Physomonas ». Ce genre fut étudié en 1930 par De Saedeleer en référence à l'espèce Physomonas socialis (Ehrenberg) Kent, décrite en 1880.

## Description
Les Paraphysomonas se présentent sous l'aspect de cellules incolores, solitaires, de forme sphérique à légèrement ovale ou allongée, couvertes d'écailles ou d'épines siliceuses et portant à l'extrémité antérieure 2 flagelles de longueur inégale. Ce sont généralement des cellules nageant librement, mais elles se peuvent aussi s'attacher à des tapis bactériens ou à d'autres surfaces, formant parfois une tige à l'extrémité postérieure de la cellule. 

## Liste des genres
Selon AlgaeBase (27 janvier 2022) :
- Actinoglena O.Zacharias, 1897
- Chromophysomonas Preisig & D.J.Hibberd, 1982
- Paraphysomonas De Saedeleer, 1930
- Polylepidomonas H.R.Preisig & D.J.Hibberd, 1983
- Spiniferomonas Takahashi, 1973